# Guidan Salifou (Kornaka)
Guidan Salifou (auch: Guidam Salifou, Salifou) ist ein Dorf in der Landgemeinde Kornaka in Niger.

## Geographie
Das von einem traditionellen Ortsvorsteher (chef traditionnel) geleitete Dorf befindet sich rund 16 Kilometer östlich des Hauptorts Kornaka der gleichnamigen Landgemeinde, die zum Departement Dakoro in der Region Maradi gehört. Weitere Siedlungen in der Umgebung von Guidan Salifou sind Laléwa im Nordwesten und Sakawa Moussa im Osten.
Es herrscht das Klima der Sahelzone vor, mit einer durchschnittlichen jährlichen Niederschlagsmenge zwischen 300 und 400 mm. Die Landschaft zwischen den Trockentälern Goulbin Kaba und Tarka, in der das Dorf liegt, ist von alten, unbeweglichen Dünen geprägt.

## Geschichte
Der britische Reiseschriftsteller A. Henry Savage Landor passierte Guidan Salifou am 25. September 1906 im Rahmen seiner zwölfmonatigen Afrika-Durchquerung. Die 236 Kilometer lange Piste für Reiter zwischen den Orten Madaoua und Tessaoua, die durch Guidan Salifou führte, galt in den 1920er Jahren als einer der Hauptverkehrswege in der damaligen französischen Kolonie Niger.

## Bevölkerung
Bei der Volkszählung 2012 hatte Guidan Salifou 745 Einwohner, die in 92 Haushalten lebten. Bei der Volkszählung 2001 betrug die Einwohnerzahl 488 in 65 Haushalten und bei der Volkszählung 1988 belief sich die Einwohnerzahl auf 322 in 43 Haushalten.
Die Bevölkerungsdichte in diesem Gebiet ist für nigrische Verhältnisse hoch.

## Wirtschaft und Infrastruktur
Guidan Salifou ist von einem weitläufigen Weideland umgeben, das traditionellerweise in der Trockenzeit von nomadischen Bouzou- und Tuareg-Viehzüchtern aufgesucht wird. Das Gebiet der Ebenen im südlichen Teil der Region Maradi, zu dem das Dorf gehört, ist von einer anhaltenden Degradation der ackerbaulichen Flächen gekennzeichnet, die mit der hohen Bevölkerungsdichte in Zusammenhang steht.